# Cantonul La Bassée
Cantonul La Bassée este un canton din arondismentul Rijsel, departamentul Nord, regiunea Nord-Pas-de-Calais, Franța.

## Comune
- Aubers
- La Bassée (reședință) (Basse)
- Fournes-en-Weppes
- Fromelles
- Hantay
- Herlies
- Illies
- Marquillies
- Sainghin-en-Weppes (Sengin)
- Salomé
- Wicres (Wijker)